# Promenade du Peyrou
Pour les articles homonymes, voir Place du Peyrou et Peyrou.
La promenade du Peyrou, également appelée place royale du Peyrou, est une esplanade de 4,59 ha située à l'ouest du quartier de l'Écusson dans la ville de Montpellier (Hérault), en bordure de l'ancienne enceinte « commune-clôture ». Cet ensemble, classé parmi les monuments historiques, représente une conjonction de cinq œuvres : la promenade et ses terrasses permettant de contempler les Cévennes et les Pyrénées qui a été aménagée en 1689, la porte du Peyrou ou l'Arc de Triomphe avec son pont et ses rampes d'accès, réalisés en 1691, la statue équestre de Louis XIV érigée en 1718, l'aqueduc Saint-Clément et son réservoir construit à partir 1753, le château d'eau dont le projet fut retenu en 1766, les statues enfant et lion d'Injalbert et les grilles des entrées en 1883. Plus tard, en 1927, la construction d'un cadran solaire analemmatique, réalisé à l'initiative du Pr Pierre Humbert et en 1939, la prise de la photo symbolique du résistant Jean Moulin.

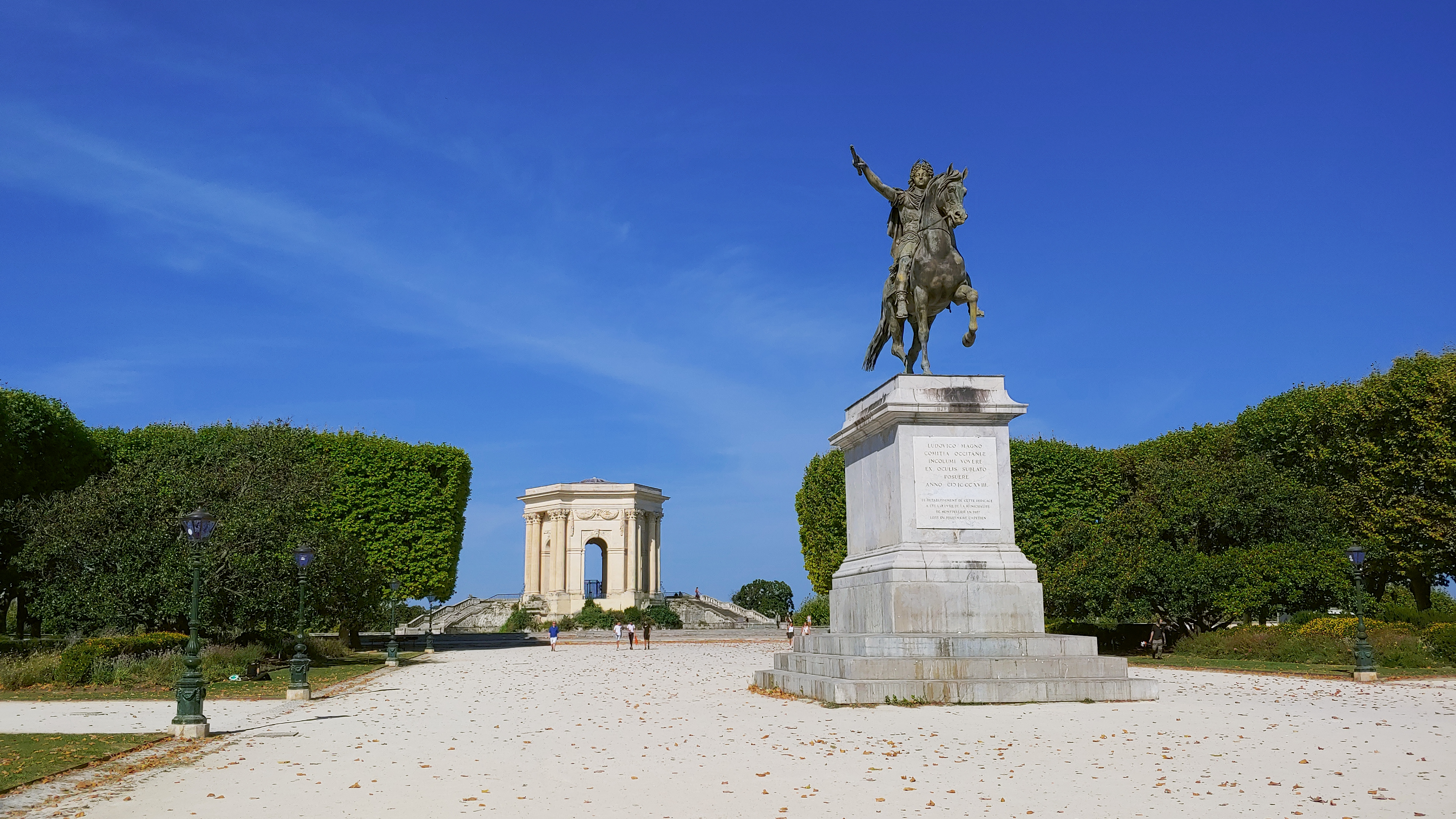
Promenade du Peyrou à Montpellier en 2021.

D'importants travaux de rénovation ont été effectués depuis les années 1980 pour préserver les lieux.

## Situation et accès
La promenade est située dans le sous quartier du « centre historique » appartenant au quartier « Montpellier centre ». D'une longueur de 289,50 mètres pour une largeur de 160,56 mètres, représentant 4,59 ha, elle possède quatre portes d'entrées, trois sur sa partie est et une en haut des escaliers sur sa partie ouest (43° 36′ 41″ N, 3° 52′ 06″ E). L'entrée principale (43° 36′ 40″ N, 3° 52′ 19″ E) est située sur la rue François Franque, suivie (dans le sens horaire) de la place Giral et des rues : Clapiès, du Maréchal de Castries, Hilaire Ricard, Pitot et de la Blottière,.
Accès

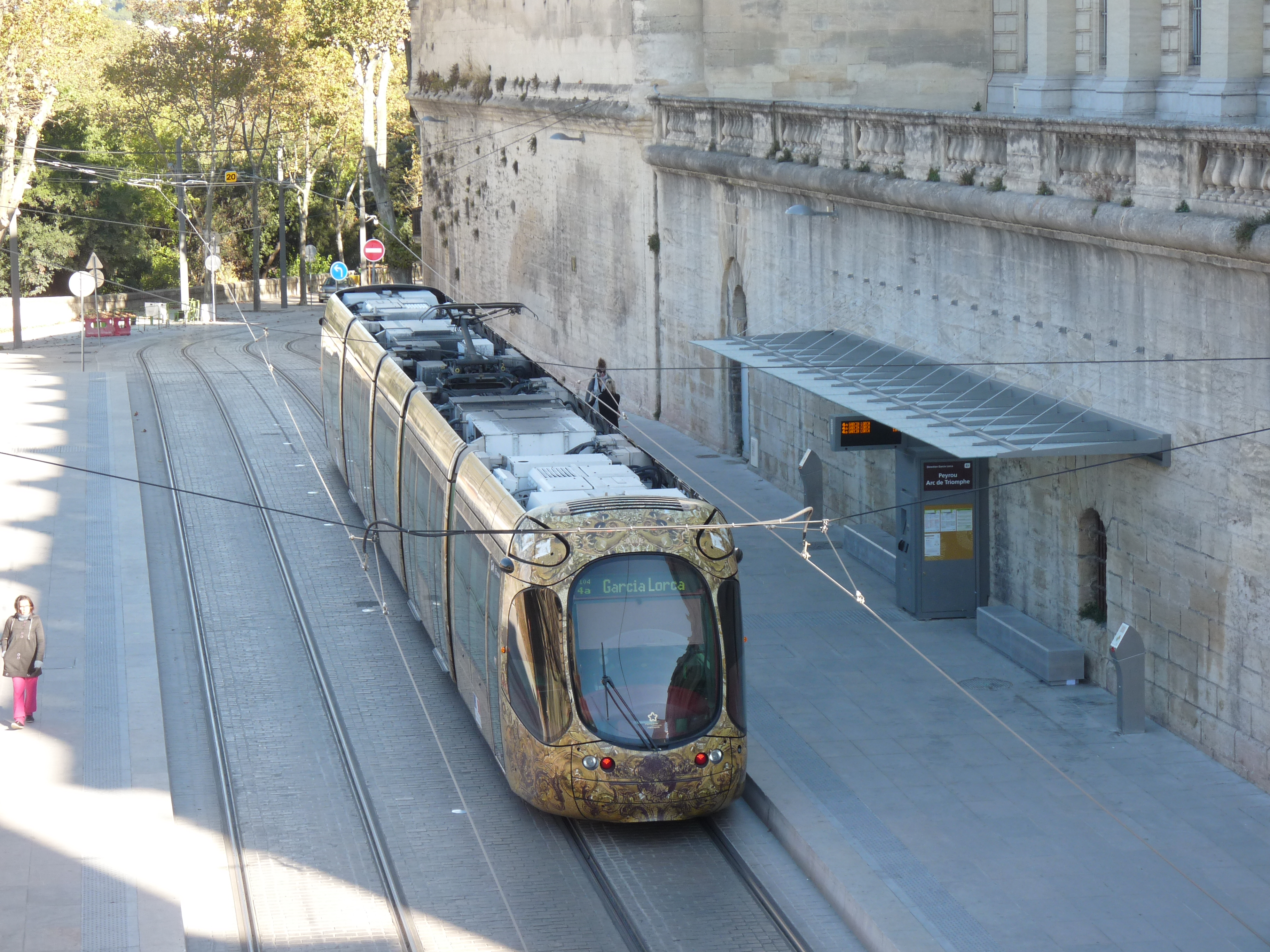
Ligne 4 du tramway.

La promenade du Peyrou est accessible, côté est, à la station Peyrou - Arc de Triomphe par la ligne 4 du tramway de Montpellier. Côté ouest, les lignes 6 et 10 des autobus de Montpellier desservent le lieu à l'arrêt Paladilhe (43° 36′ 43″ N, 3° 52′ 02″ E). Trois stations de Vélomagg' sont disponibles. L'une au no 7 de la rue Foch, l'autre au bas de l'avenue Ledru-Rollin et la dernière sur le parking des Arceaux (place Max-Rouquette). Étant sur la partie haute de Montpellier, deux ascenseurs (43° 36′ 40,75″ N, 3° 52′ 20,64″ E) ont été aménagés pour offrir l'accès à l'Arc de Triomphe pour les personnes à mobilité réduite. Deux espaces Modulauto sont accessibles aux parkings de l'Arc de triomphe et des Arceaux (place Max-Rouquette).

## Origine du nom
Le nom de Peyrou (ou Peirou, dans les écrits anciens) signifie « pierreux » en occitan. Mais avant l'aménagement de la promenade, ce lieu portait le nom, en ancien français, de « Puy Arquinel », ou de « Puech Arquinel » en occitan, se traduisant par « colline Arquinel ».

## Historique

### Histoire des lieux

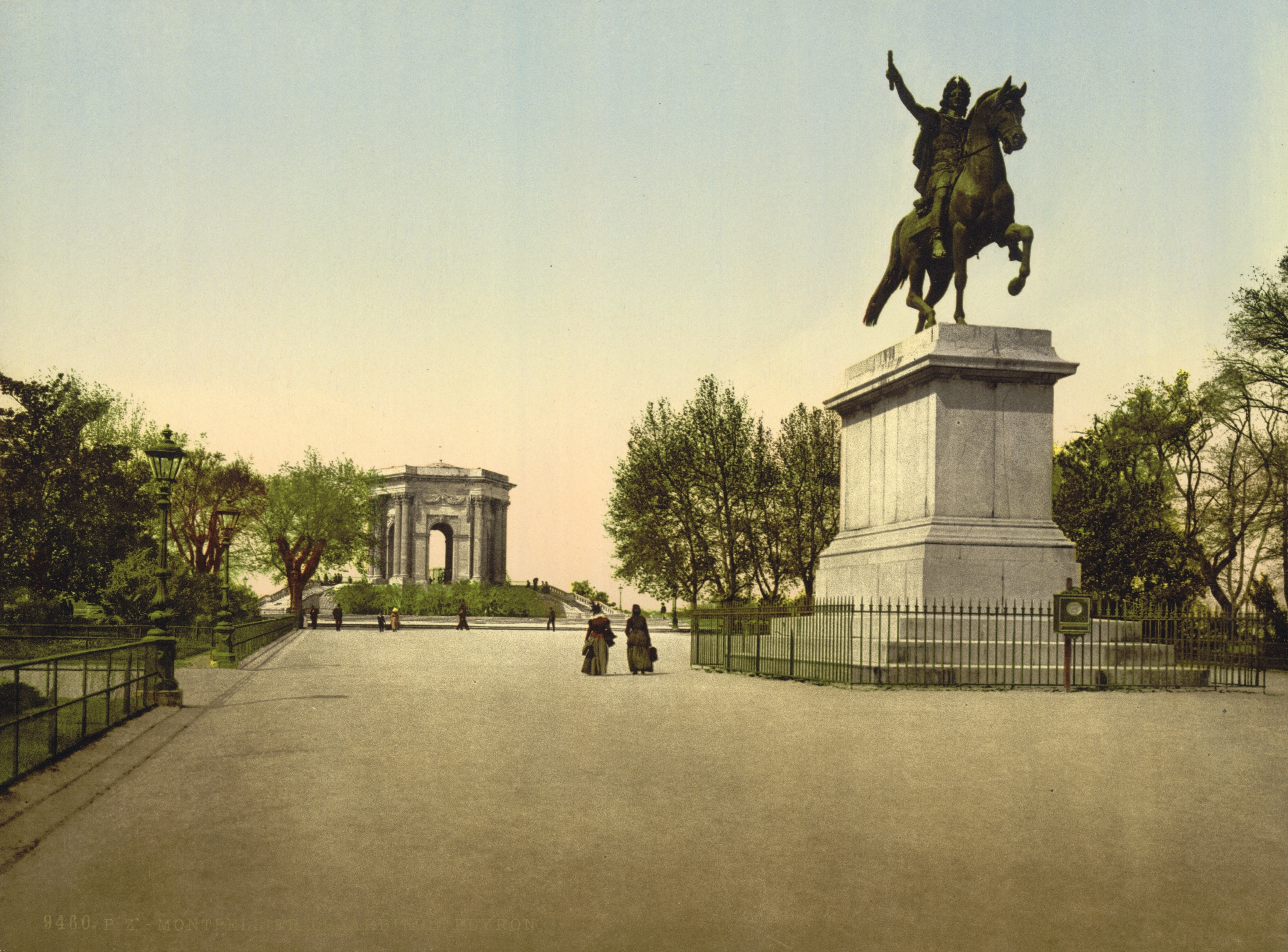
La promenade à la fin du XIXe siècle.

Jusqu'au XVIe siècle, le « Puy Arquinel » était composée de garrigue (cade, thym, romarin, lavande…). Balayée régulièrement par la tramontane avec une vue dégagée jusqu'à l'horizon, pour être situé à 52 m d'altitude, cet espace représentait le promontoire végétatif immédiat pour les habitants de la commune.
Habitué des lieux, Louis XIII a ordonné le 31 août 1622 au duc de Montmorency de canonner la rébellion protestante menée par le duc de Rohan. Le traité de Paix (l'édit de Montpellier) y a été signé le 19 octobre, après la destruction de la moitié de la ville.
Le sol ayant été aplani par la présence de l'armée royale, les commerçants l'ont transformé en espace de foires et de marchés lui donnant le nom de « mont de l'Échine » tant il était dur (s'échiner), côté ouest, d'en gravir la pente pour y accéder. Au nord-ouest de l'aménagement actuel, était installée une aire de dépiquage pour battre le blé avec l'aide du vent qui vannait l'écorce du grain.
Vers 1156, le terme de « Peyrou » désignait primitivement un quartier de la ville « al pèyrou » situé à la place de l'actuel Palais de Justice. La place prit naturellement le nom dans la continuité de la porte du Peyrou et de l'actuelle rue Foch dont le premier nom était rue Porte-du-Peyrou.

### Création de la place
L'histoire de la promenade du Peyrou débute le 31 octobre 1685 avec le vote des États de Languedoc pour la mise en place d’une statue équestre à la gloire de Louis XIV. Dans une délibération du 27 octobre 1688, le Conseil de ville décide d'établir une promenade au point culminant de Montpellier.
Les travaux de la première promenade commencent sous la supervision du marquis de la Trousse, du comte de Broglie et de l'intendant de Basville, le 17 janvier 1689, à la suite d'une adjudication portant sur l'acquisition du terrain, datée du 26 mars 1688.
L'aménagement du promontoire est confié au jeune architecte d'Aviler ou Daviler, élève de Jules Hardouin-Mansart qui est le premier architecte du Roi. La promenade est aménagée sur une seule terrasse d'une longueur de 286,60 mètres (140 cannes) pour une largeur de 75,53 mètres (38 cannes), représentant une surface de 2,16 ha. L'ensemble est soutenu par de fortes murailles en pierres en remplacement des palissades de bois. Après l'installation de quelques bancs de pierres et d'espaces verts, l'inauguration est faite le 30 juillet 1690 où les membres du consulat font graver sur une plaque de marbre en lettres d'or, l'inscription : « ANNO MDCXXXX, AD CIVIUM DELICIAS, URBISQUE ORNAMENTUM HOC PUBLICUM OPUS FELICITER CONFECTUM EST REGNANTE LUDOVICO MAGNO CONSULIBUS NOBILI VIRO : De Capon du Bosc, Mazade, Germain, Castel, Dumas et Tourlet. » traduit par « L'an 1690, ce monument public a été achevé avec bonheur, pour le charme des habitants et le prestige de la ville, Louis XIV régnant, étant consuls des hommes estimables. ».
En 1983, un projet est élaboré par la mairie de la ville pour réaliser un parking de 1 800 places sous la statue équestre de Louis XIV.

### La porte du Peyrou
L'ancienne entrée fortifiée de la ville, la « porte du Peyrou » est remplacée par un arc de triomphe en 1691. Cette décision est prise dans une volonté politique de propagande monarchique du cardinal de Bonzy afin que le milieu versaillais garde le contrôle des réalisations provinciales. Cette porte d'apparat symbolise la puissance de la royauté pour accéder à la statue équestre dédiée à la gloire du roi Louis XIV, bienfaiteur de la ville.

### Statue équestre de Louis XIV
Elle représente 152 années d'histoire sur la promenade entre la commande de la première statue le 31 octobre 1685, la pose symbolique de la première pierre de la seconde statue le 13 octobre 1814 par le comte d’Artois, futur Charles X, et l'inauguration de cette seconde œuvre en toute discrétion, le 29 août 1838, moins de dix années après la révolution des Trois Glorieuses et l'avènement de la monarchie de Juillet. Sur la base des dessins créés par le Premier architecte du Roi Jules Hardouin-Mansart, la première statue est réalisée par les sculpteurs Pierre Mazeline et Simon Hurtrelle. La seconde, moins imposante et détaillée, est réalisée par Jean-Baptiste Joseph Debay et Auguste-Jean-Marie Carbonneaux.
La perspective est marquée au centre de l'esplanade par la statue équestre du roi Louis XIV. Il est représenté avec le bras tendu vers l'Espagne, évoquant son acceptation officielle du testament de Charles II d'Espagne et la fameuse phrase « Il n'y a plus de Pyrénées » qui lui a été attribuée à cette occasion. Toutefois, en observant l'orientation de la statue, on remarque qu'il a le bras tendu vers l'Italie.

## Bâtiments remarquables et lieux de mémoire
- La première place Royale dite promenade du Peyrou est l'œuvre d'Étienne Giral. Quelques années plus tard, elle fut détruite et réaménagée par son fils Jean-Antoine Giral.
- Son château d'eau monumental (monument historique) fut construit en 1768, afin de distribuer l'eau potable issue de la source du Lez, de forme hexagonale, orné de colonnes corinthiennes. Il est alimenté par l'aqueduc Saint-Clément réalisé par Henri Pitot, long de 14 kilomètres qui se termine par les « arceaux » de 21,5 m de haut, à double rangée d'arcades superposées.
- En vis-à-vis de la statue, lui fait face du côté de la ville l'arc de triomphe inspiré de celui de la porte Saint-Martin à Paris.

L'historien moderniste Emmanuel Le Roy Ladurie compte la promenade du Peyrou, aux côtés de la cathédrale Saint-Pierre, de la place de la Canourgue et du Plan-de-l'Olivier, comme un des « quatre sanctuaires de la Pureté Montpelliéraine », c'est-à-dire « les lieux où les Montpelliérains trouvaient, et trouvent encore, la spiritualité d'une ville qui en déborde ». En effet, son architecture de style antique, rappelant celle d'un ancien temple, en fait l'un des monuments majeurs de la ville.

### Protection
L'aqueduc des Arceaux et le réservoir des Arcades sont inscrits au titre des monuments historiques par arrêté du 9 mars 1954 tandis que l'arc de triomphe, la promenade, les grilles d'entrée, les rampes et les murs de soutènement, le château d'eau, son bassin et les escaliers qui l'encadrent, le pont qui relie le château d'eau à l'aqueduc des Arceaux sont classés aux monuments historiques par arrêté du 18 août 1954. L'aqueduc en totalité a été inscrit en 2022.

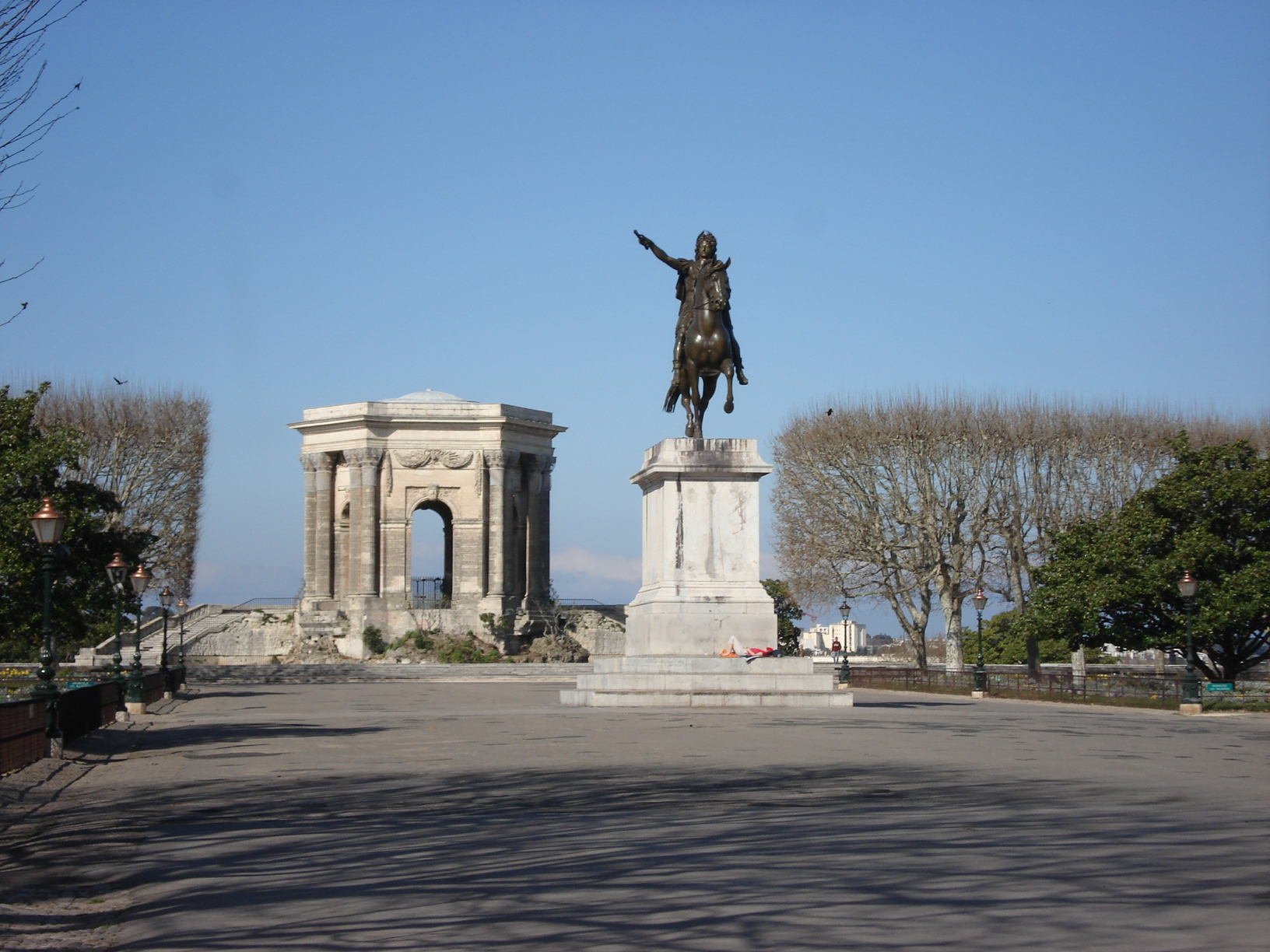
L'esplanade du Peyrou par Charles Auguste Daviler
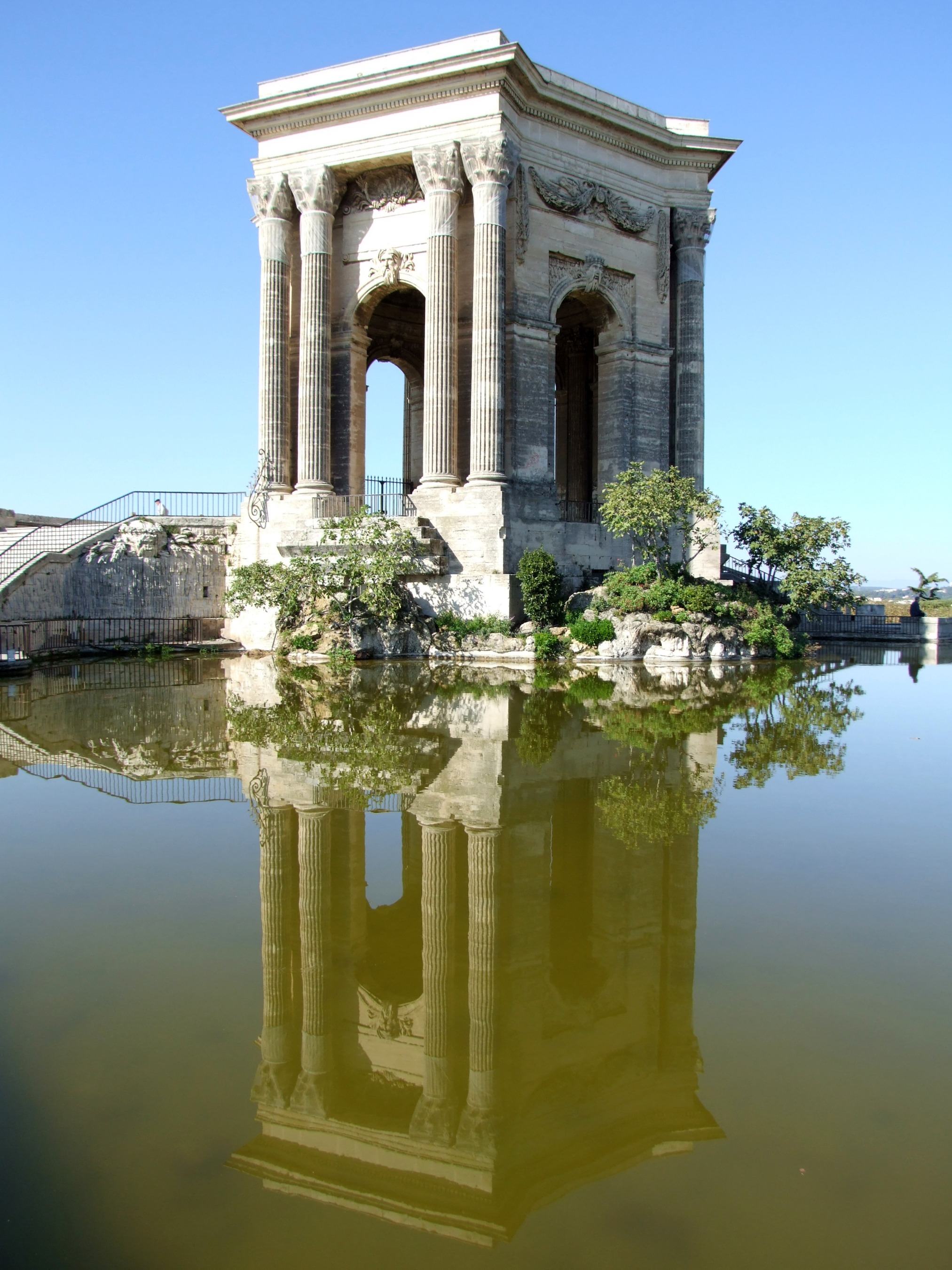
Le château d'eau du Peyrou par Giral
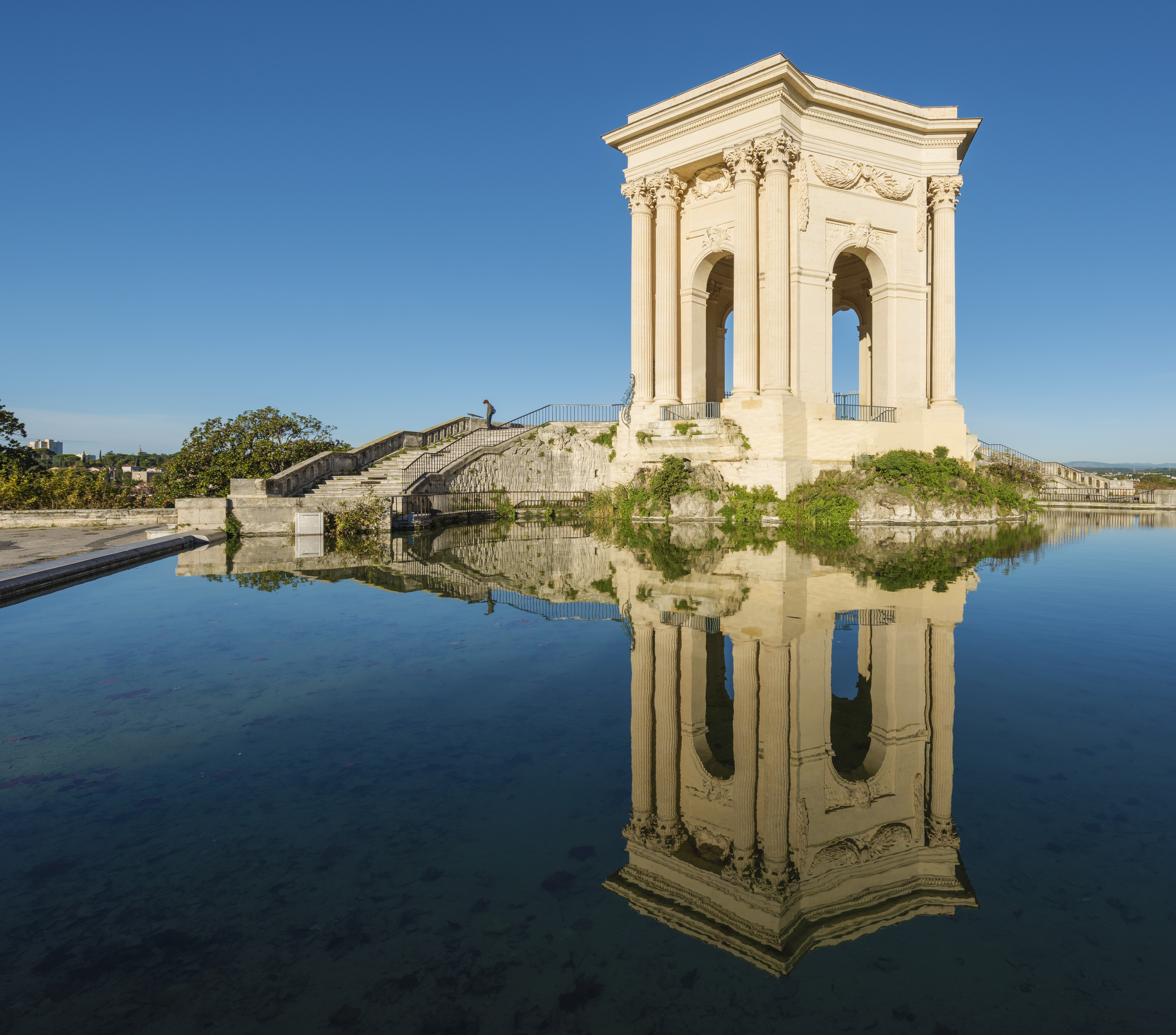
Le château d'eau
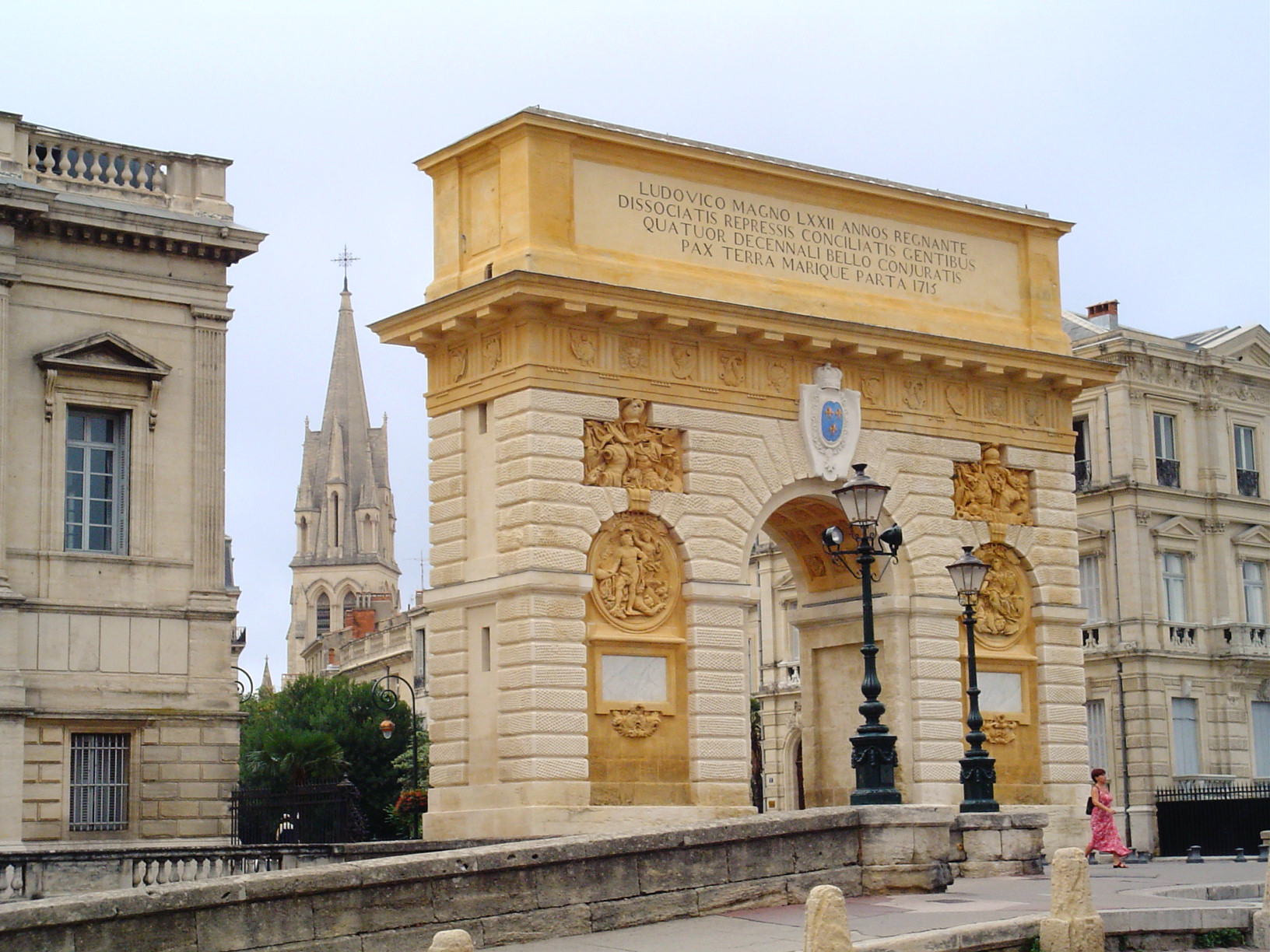
L'arc de triomphe
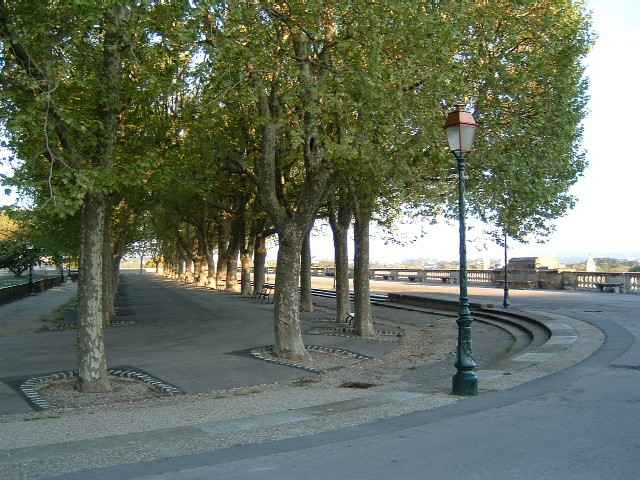
La promenade du Peyrou
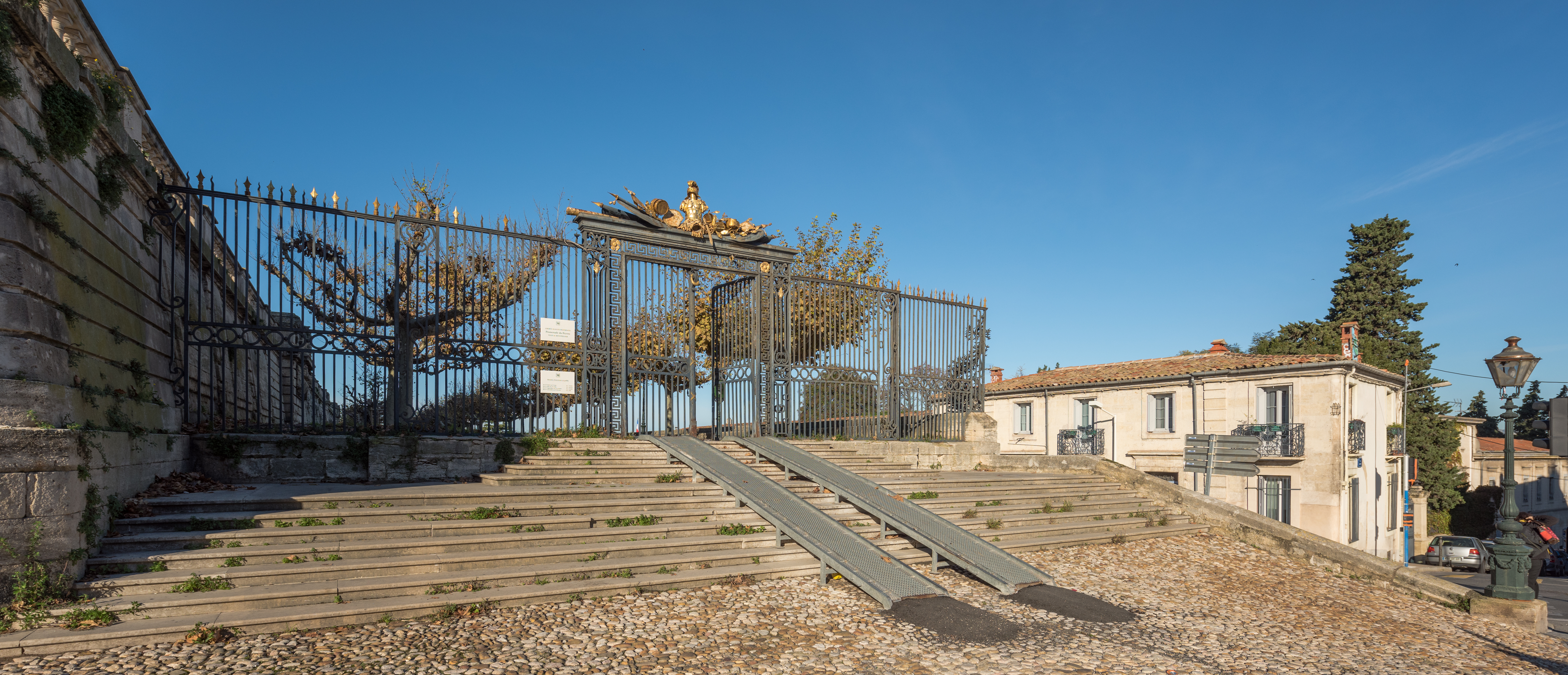
L'entrée nord-est.

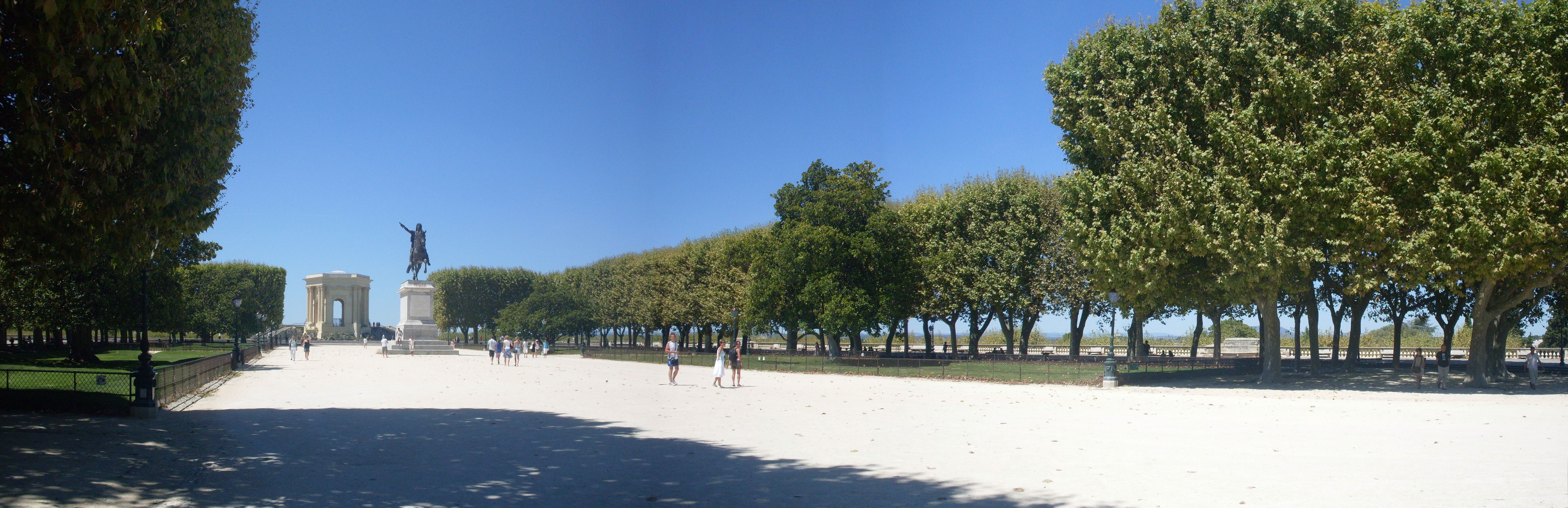
Esplanade du Peyrou
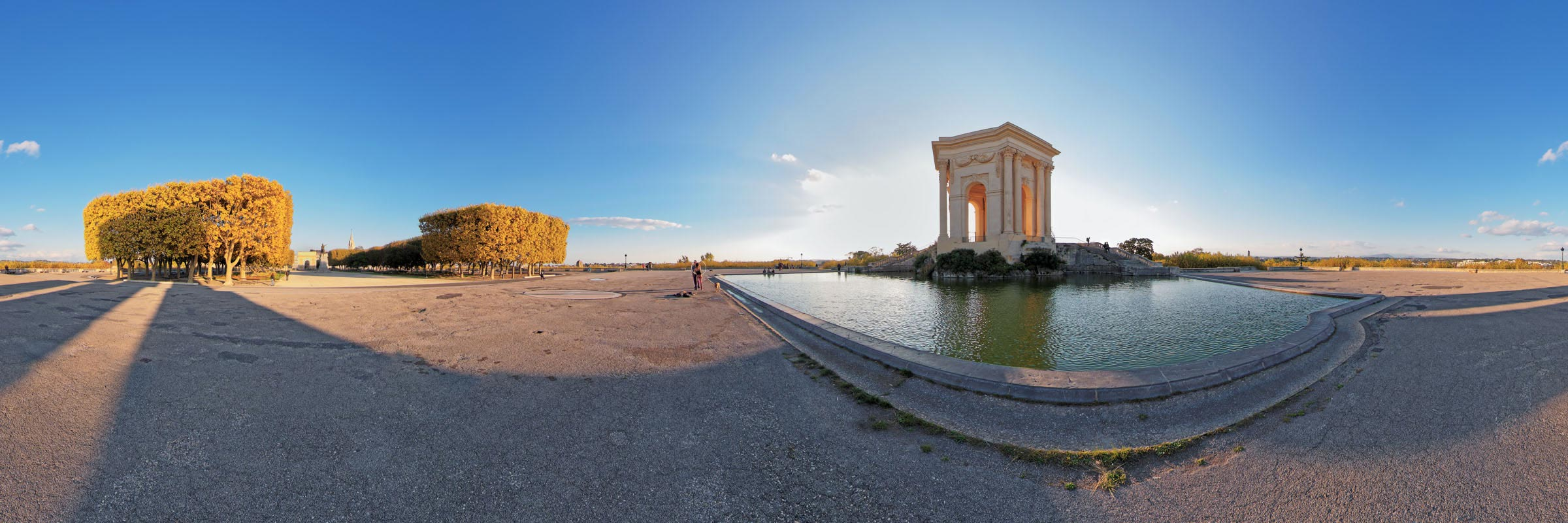
Vue panoramique 360° de la Promenade du Peyrou  à Montpellier (France)
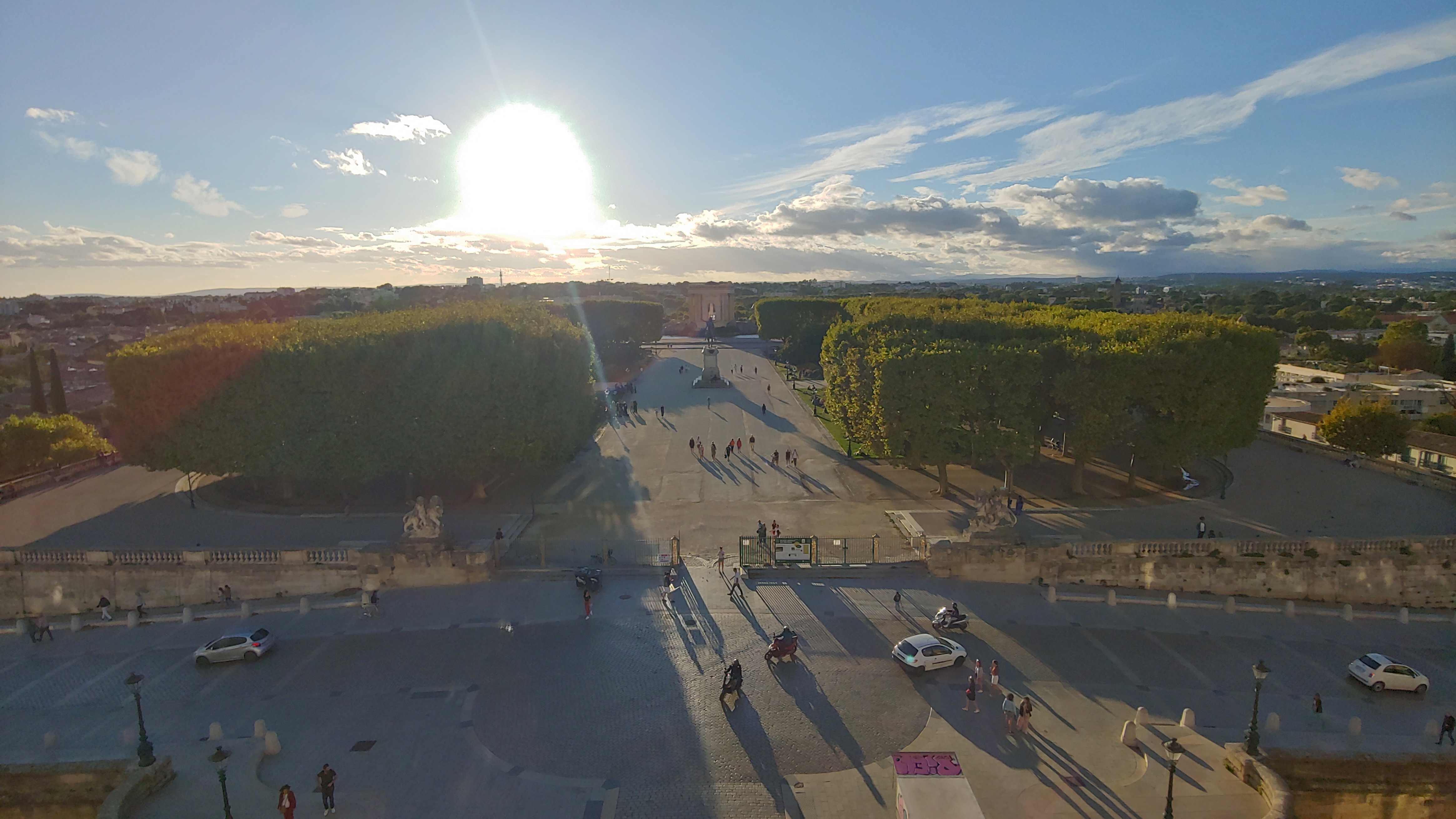
La place du Peyrou vue du haut de l'Arc de Triomphe.